# Move
Move е вторият сингъл от третия студиен албум на Thousand Foot Krutch, The Art Of Breaking. „Move“, се клисира под номер 16 в класациите на Billboard.